# Walter Marienfeld
Walter Marienfeld (Alt-Sussmilken, 10 agosto 1904 – Giebelstadt, 23 ottobre 1944) è stato un militare e aviatore tedesco, asso della specialità da bombardamento della Luftwaffe (l'aeronautica militare della Germania nazista) durante la seconda guerra mondiale Dal 1º febbraio 1944 ricoprì l'incarico di General der Kampfflieger (comandante dei bombardieri), lasciandolo il 30 settembre per assumere, da giorno successivo, gli incarichi di Staatssekretär der Luftfahrt e Generalinspekteur der Luftwaffe. Decorato con la Croce di Cavaliere della Croce di Ferro, la croce dell'ordine militare della croce tedesca in oro, la croce di ferro di prima classe, e con la coppa d'onore della Luftwaffe.

## Biografia

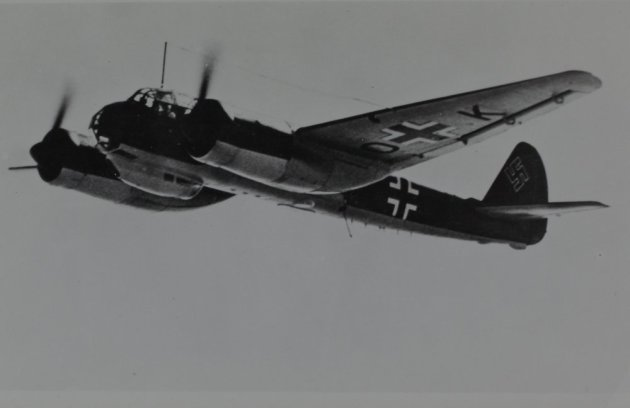
Un bombardiere Junkers Ju 88 in volo.

Nacque il 10 agosto 1904 ad Alt-Sussmilken, nel circondario di Labiau, Prussia Orientale. Appassionatosi al mondo dell'aviazione conseguì la qualifica di pilota presso l'aeroporto di Königsberg-Devau, iniziando poi a lavorare presso la Deutsche Luft Hansa. Il 1 febbraio 1934 entrò nell'ancora clandestina Luftwaffe con il grado di hauptmann (capitano) completando l'addestramento come osservatore d'aeroplano. Il 16 maggio 1939 fu assegnato in servizio presso la Staka 3./KG 55. Promosso major il 1 agosto dello stesso anno passò in servizio presso il I./KG 55 come Staffelkapitän della 3. Staffel. Prese parte alla campagna di Polonia, e l'11 gennaio 1940 fu nominato comandante della I Gruppe del Kampfgeschwader 55 Greif. A partire dal 10 maggio prese parte all'invasione del Belgio e della Francia, eseguendo importanti attacchi contro gli aeroporti dell'area di Parigi. Il 24 giugno fu nominato comandante della III Gruppe del Kampfgeschwader 51, equipaggiata con gli Junkers Ju 88, con cui partecipò alla battaglia d'Inghilterra, e poi tra l'aprile e il maggio 1941 all'operazione Marita, cioè l'invasione di Grecia e Jugoslavia. A partire dal 22 giugno 1941 partecipò alle fasi iniziali dell'Operazione Barbarossa. Lasciò l'incarico di comandante del I./KG 51 il 23 novembre 1941, quando promosso oberstleutnant (tenente colonnello) assunse il comando del Kampfgeschwader 54. Il 27 dello stesso mese fu insignito della Croce di Cavaliere della Croce di Ferro. Il KG 54 continuò a combattere sul fronte orientale fino al dicembre del 1941, quando trasferì il suo comando in Sicilia, per operare nel settore del Mediterraneo. Insignito della Coppa d'onore della Luftwaffe (29 giugno 1942), della Croce dell'Ordine militare della Croce Tedesca in oro (23 dicembre 1942), fu promosso oberst (colonnello) il 1 gennaio 1943, lasciò il comando del KG 54 il 30 marzo dello stesso anno all'oberstleutnant Riedesel Freiherr zu Eisenbach. Già il 18 marzo era stato trasferito al Reichsluftfahrtministerium, dove rimase fino al 16 aprile quando fu nominato comandante della Blindflugschule 7 (scuola di volo strumentale) di Radom. Il 31 gennaio 1944 lasciò il comando della BFS 7, per essere nominato il 1 febbraio General der Kampfflieger (comandante dei bombardieri). Il 30 settembre lasciò l'incarico, assumendo il giorno successivo quelli di Staatssekretär der Luftfahrt e Generalinspekteur der Luftwaffe.
Rimase ucciso il 23 ottobre a Giebelstadt, durante un'ispezione al KG (J) 54. Assistendo a una dimostrazione di sei mitragliatrici MG 81 installate in un apposito supporto esagonale per il tiro antiaereo a bassa quota, a causa della rottura di uno dei supporti fu colpito di rimbalzo da un proiettile che gli recise la carotide, provocando un'inarrestabile emorragia.

### Annotazioni
1. ↑  L'ultimo reparto a lasciare definitivamente il territorio sovietico il 13 ottobre 1942 fu II./KG 54.

### Fonti
1. 1 2 3 4 5 6  Traces of War.
2. 1 2 3 4 5 6 7 8  Wehrmacht.
3. ↑  Bergström 2015, p. 102.
4. ↑  Bergström 2015, p. 101.
5. ↑  Weal 2012, p. 199.
6. 1 2  World War II.